# Carl Wilhelm Hartmann
Carl Wilhelm Hartmann (* 3. Juli 1880 in Kongsberg; † 25. Juni 1957) war ein norwegischer Staatsanwalt, Richter und Kommunalpolitiker.
Carl Wilhelm Hartmann wurde als Sohn des Arztes Carl Christian Andreas Hartmann und Marie Sophie Sylow Thorne geboren. Sein Bruder war Paul Ernst Wilhelm Hartmann.
Von 1928 bis 1930 war er Bürgermeister von Skien.